# Torres (Spanje)
Torres is een gemeente in de Spaanse provincie Jaén in de regio Andalusië met een oppervlakte van 80 km². Torres telde in 2013 1592 inwoners.

## Geboren in Torres
- Baltasar Garzón (1955), onderzoeksrechter

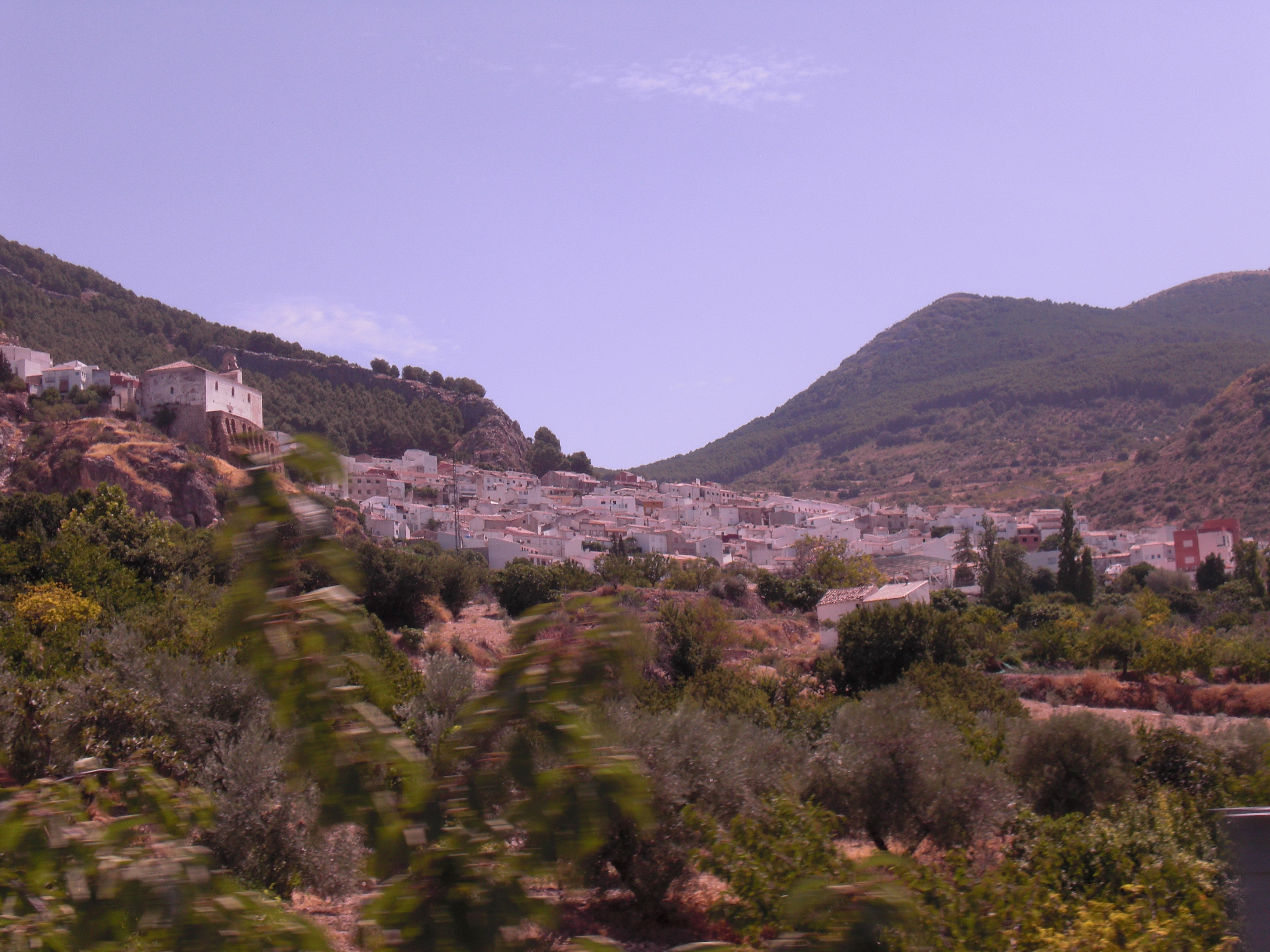
Torres